# Jacques Cariou
Pour les articles homonymes, voir Cariou.
Jacques Cariou, parfois prénommé Jean par erreur, né le 23 septembre 1870 à Peumerit (Finistère) et mort le 7 octobre 1931 à Toulon (Var), est un cavalier français, triple médaillé (or, argent, bronze) aux Jeux olympiques de 1912, à Stockholm.

## Biographie

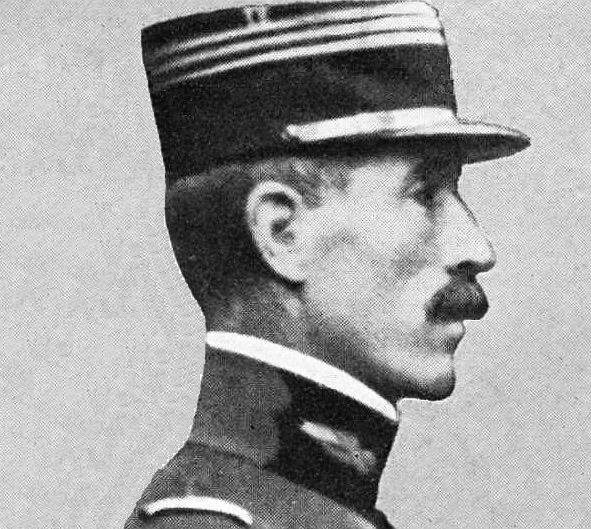
Jacques Cariou en 1912.

Jacques Cariou naît le 23 septembre 1870 au bourg de Peumerit, en pays Bigouden (Finistère), dans une famille de militaires. À l'état civil comme dans son dossier militaire, il s'appelle bien Jacques, et il n'a pas de deuxième prénom. Quelques sources le prénomment Jean : selon Le Télégramme, il s'agit d'une erreur. Il est le fils de Jacques Cariou et d'Antoinette Joséphine Hascoët.

### Engagement dans l'armée
Il effectue ses services civils en tant qu'instituteur, de septembre 1890 à octobre 1891. En mai 1892, il s'engage dans l'armée. Il est affecté d'abord au 28e régiment d'artillerie, puis au 12e. En 1899, il est nommé lieutenant. Il sert au 8e régiment d'artillerie, puis au 25e, puis au 32e à Fontainebleau. En février 1908, dans cette même ville, il devient instructeur adjoint d'équitation à l'École d'application de l'artillerie et du génie. En décembre, au manège, il est blessé à l'épaule d'un coup de pied de cheval. Il passe capitaine. En 1909, il est versé à l'état-major particulier de l'artillerie.

### Jeux olympiques de Stockholm

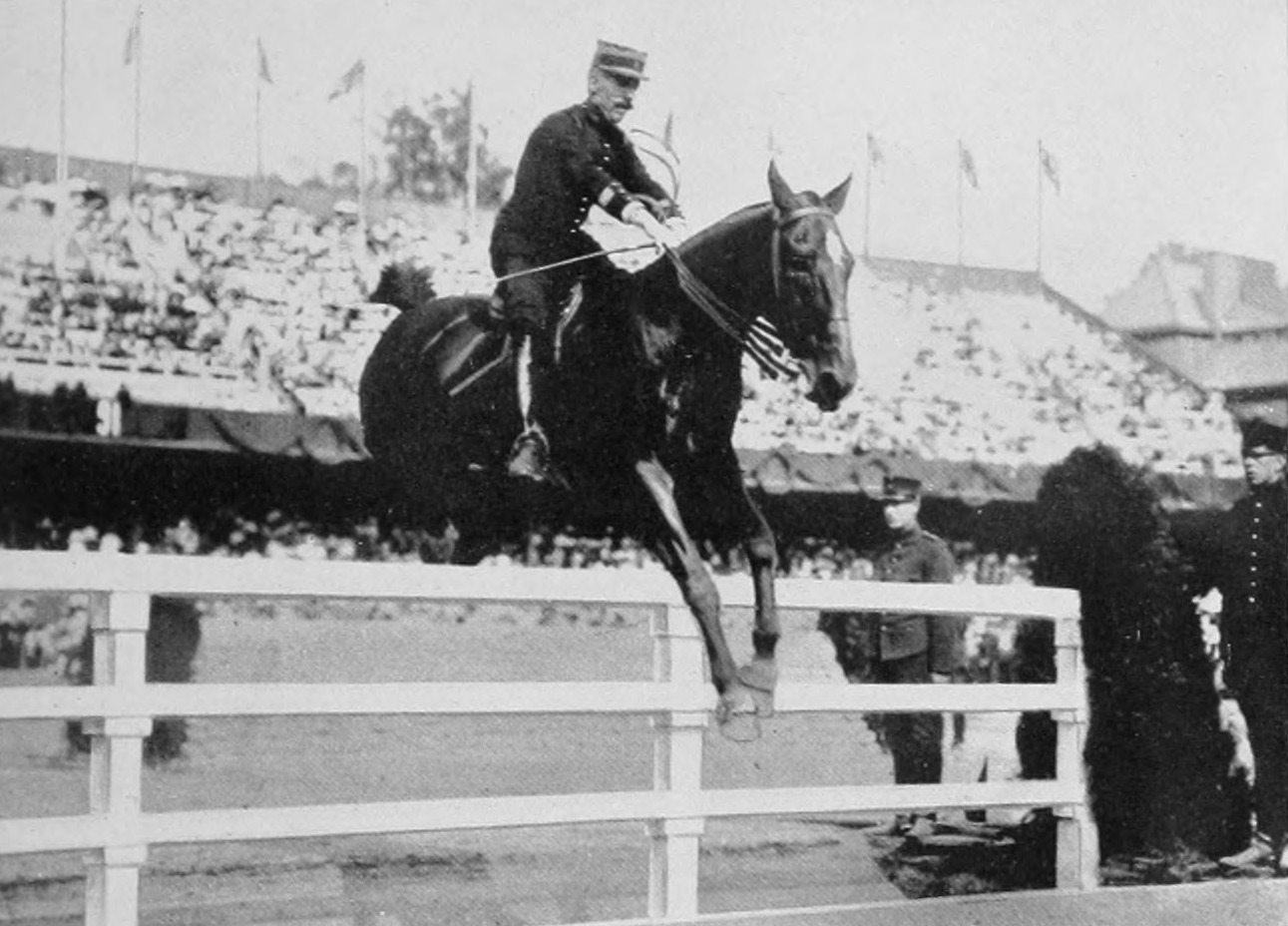
Stockholm, 1912. Jacques Cariou avec Mignon dans le concours individuel de saut d'obstacles.

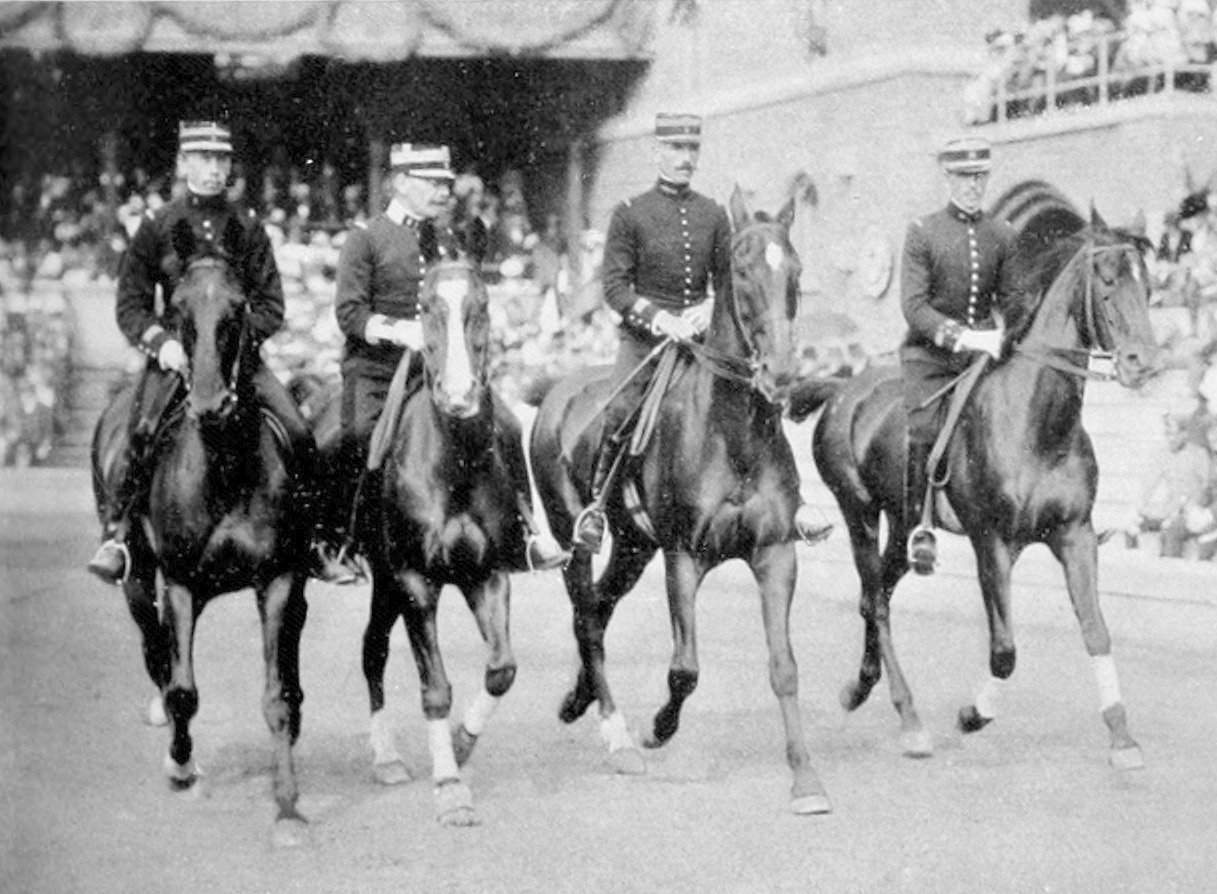
Stockholm, 1912. L'équipe de France de saut d'obstacles. De gauche à droite : Dufour d'Astafort, Meyer, Cariou (avec Mignon) et Seigner (avec Cocotte).

En 1912, aux Jeux olympiques de Stockholm, il fait partie de l'équipe française d'équitation. Il a 41 ans. Cinq épreuves sont disputées, dans trois disciplines :
• le dressage (individuel) ;
• le saut d’obstacles (individuel et par équipe) ;
• le concours complet (individuel et par équipe).
Le 15 juillet, Jacques Cariou, avec Mignon, termine 14e de l'épreuve de dressage : « Nous ne nous rendions pas encore compte, dit-il, de l'idéal du dressage pour les juges étrangers. » Le lendemain, toujours avec Mignon, il décroche la médaille d'or dans l'épreuve individuelle de saut d'obstacles. Dans le concours complet individuel, avec Cocotte, il remporte la médaille de bronze.
Il dispute les épreuves par équipe aux côtés de Pierre Dufour d'Astafort, de Gaston Seigner et d'Ernest Meyer. En saut d'obstacles, il est avec Mignon. Les Français obtiennent la médaille d'argent. En concours complet, Cariou est avec Cocotte. Les Français terminent quatrièmes.

### Première Guerre mondiale
En 1913, Cariou est affecté au 51e régiment d'artillerie. Durant la Première Guerre mondiale, il sert au 51e, puis au 29e régiment d'artillerie. Il participe à la bataille de la Marne en 1914, à celle de Champagne en 1915 et à celle de la Somme en 1916, où il est gazé. Son comportement durant la bataille de Champagne lui vaut d'être fait chevalier de la Légion d'honneur le 1er août 1915. Le 14 avril 1916, il est promu chef d'escadron.

### Fin de carrière et mort
À la fin de la guerre, il est versé au Service des fabrications de l'aéronautique, qui dépend du sous-secrétariat d'État de l'aéronautique et des transports aériens. En 1920, il épouse Marie Bezançon, dont il a un fils. Le 31 janvier 1924, il est fait officier de la Légion d'honneur. En 1926, il est nommé lieutenant-colonel. À sa retraite, il s'établit à Boulogne-Billancourt. Il meurt à l'hôpital Sainte-Anne de Toulon, à 61 ans, le 7 octobre 1931. Ses obsèques ont lieu le 19 octobre en l'église Notre-Dame de Boulogne.

## Palmarès

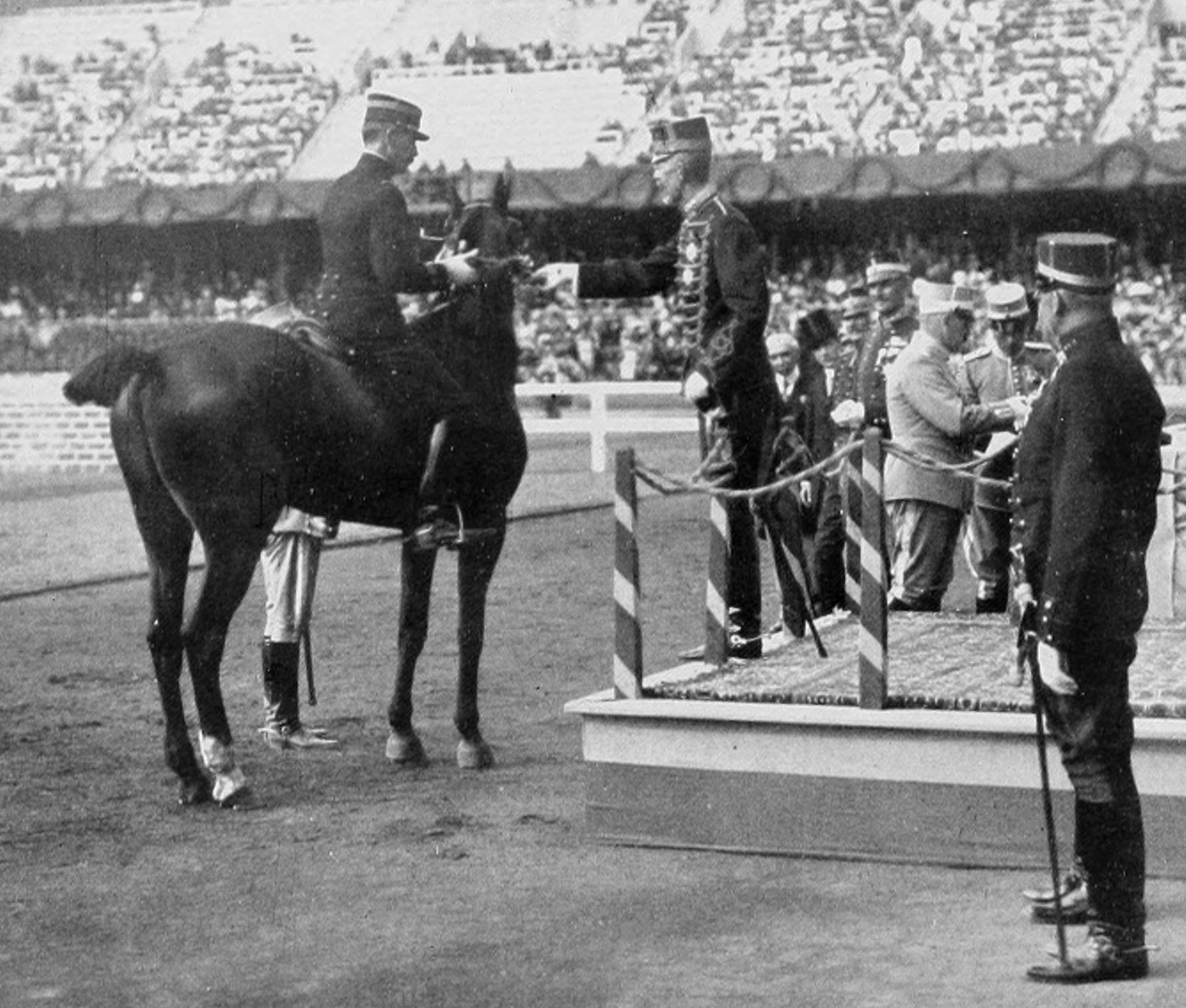
Stockholm, 1912. Jacques Cariou, avec Mignon, reçoit sa médaille d'or des mains du roi de Suède Gustave V.

1912. Jeux olympiques de Stockholm :
- médaille d'or avec Mignon dans l'épreuve individuelle de saut d'obstacles ;
- médaille d'argent avec Mignon dans l'épreuve par équipe de saut d'obstacles ;
- médaille de bronze avec Cocotte dans le concours complet individuel[2].

## Distinctions
Officier de la Légion d'honneur (31 janvier 1924).